# 青沼忠重
青沼 忠重（あおぬま ただしげ）は、戦国時代から江戸時代前期にかけての甲斐武田の武将。徳川家の武将。

## 経歴
青沼氏は、甲斐国巨摩郡青沼庄を領していた逸見清光の流れを汲む武田家一族。
甲斐武田家同心衆16騎、足軽30人持。
武田信玄の頃より甲斐武田氏に仕える。元亀元年（1570年）6月に竜朱印状の奏者番として見えるのが初見で、元亀3年（1572年）までに竜朱印状の奉書3点がみえる。
信玄が没すると武田勝頼に仕え、跡部勝忠や市川昌房らと共に勘定奉行を務めた。忠重は特に鉄砲や玉薬の調達を担っていた。天正7年（1579年）に武田勝頼が御館の乱に介入し、越後国に出兵した際には、勝忠と共に甲府の留守居役となり治安維持に務めた。ほか要害山城の普請、躑躅ヶ崎館の管理および御館の乱の際に上杉景勝との間に結ばれた菊姫の輿入れ準備などを担当した。
天正10年（1582年）の武田家が滅亡すると、以後は徳川家に仕えた。

### 天正壬午起請文の記載
青沼助兵衛尉衆
志村久右門、阿部七郎兵衛、飯田民部丞、青沼郷右門、稲田簡十郎、萩原治右門、角田将監、高野簡四郎、牛込勘之丞、矢崎長介、青柳内匠介、萩原佐左右門、横田作之丞、渡部彦二郎、綿打與三郎、横田民部右門

## その他
青沼氏は資料に混乱が見られ、文献によって混同が見られる。
青沼常本が寛永6年（1629年）に死亡しているため、青沼忠重の死亡日が混同されている可能性がある。(寛政重脩諸家譜)